# Natação no Campeonato Mundial de Esportes Aquáticos de 2017 - 200 m borboleta masculino
A prova dos 200 metros borboleta masculino da natação no Campeonato Mundial de Esportes Aquáticos de 2017 ocorreu nos dias 25 de julho e 26 de julho em Budapeste na Hungria.

## Recordes
Antes desta competição, os recordes mundiais e do campeonato nesta prova eram os seguintes:
| Tipo                  | Atleta         | Tempo   | Local | Data                |
| --------------------- | -------------- | ------- | ----- | ------------------- |
|                       | Michael Phelps | 1:51.51 | Roma  | 29 de julho de 2009 |
| Recorde do campeonato | Michael Phelps | 1:51.51 | Roma  | 29 de julho de 2009 |

## Medalhistas
| Ouro               | Prata             | Bronze           |
| Chad le Clos (RSA) | László Cseh (HUN) | Daiya Seto (JPN) |

## Resultados

### Eliminatórias
Esses foram os resultados das eliminatórias. Foram realizadas no dia 25 de julho com início às 10:12. 
| Pos. | Bateria | Raia | Nadador              | Nacionalidade                 | Tempo   | Notas            |
| ---- | ------- | ---- | -------------------- | ----------------------------- | ------- | ---------------- |
| 1    | 5       | 4    | László Cseh          | Hungria                       | 1:54.08 | Q                |
| 2    | 4       | 5    | Daiya Seto           | Japão                         | 1:54.89 | Q                |
| 3    | 5       | 6    | Viktor Bromer        | Dinamarca                     | 1:55.13 | Q                |
| 4    | 4       | 8    | Antani Ivanov        | Bulgária                      | 1:55.55 | Q,               |
| 5    | 5       | 5    | Chad le Clos         | África do Sul                 | 1:55.90 | Q                |
| 6    | 4       | 4    | Masato Sakai         | Japão                         | 1:55.94 | Q                |
| 7    | 3       | 4    | Tamás Kenderesi      | Hungria                       | 1:55.96 | Q                |
| 8    | 3       | 5    | Jack Conger          | Estados Unidos                | 1:56.00 | Q                |
| 9    | 4       | 7    | Daniil Pakhomov      | Rússia                        | 1:56.07 | Q                |
| 10   | 4       | 2    | Jan Świtkowski       | Polónia                       | 1:56.20 | Q                |
| 11   | 5       | 3    | Pace Clark           | Estados Unidos                | 1:56.23 | Q                |
| 12   | 4       | 6    | Giacomo Carini       | Itália                        | 1:56.52 | Q                |
| 13   | 3       | 6    | David Morgan         | Austrália                     | 1:56.57 | Q                |
| 14   | 3       | 7    | Jonathan Gómez       | Colômbia                      | 1:56.60 | Q                |
| 15   | 5       | 2    | Grant Irvine         | Austrália                     | 1:56.61 | Q                |
| 16   | 4       | 3    | Leonardo de Deus     | Brasil                        | 1:56.71 | Q                |
| 17   | 5       | 7    | Louis Croenen        | Bélgica                       | 1:56.75 |                  |
| 18   | 3       | 2    | Quah Zheng Wen       | Singapura                     | 1:56.76 |                  |
| 19   | 4       | 1    | Marcos Lavado        | Venezuela                     | 1:57.37 |                  |
| 20   | 3       | 8    | Nils Liess           | Suíça                         | 1:57.96 |                  |
| 21   | 3       | 3    | Li Zhuhao            | China                         | 1:58.63 |                  |
| 22   | 5       | 8    | Wang Zhou            | China                         | 1:58.88 |                  |
| 23   | 3       | 1    | Miguel Nascimento    | Portugal                      | 1:59.02 |                  |
| 24   | 5       | 1    | Stefanos Dimitriadis | Grécia                        | 1:59.07 |                  |
| 25   | 5       | 9    | Patrick Stäber       | Áustria                       | 1:59.10 |                  |
| 26   | 3       | 0    | Joan Lluís Pons      | Espanha                       | 1:59.41 |                  |
| 27   | 3       | 9    | Etay Gurevich        | Israel                        | 1:59.87 |                  |
| 28   | 5       | 0    | Brendan Hyland       | Irlanda                       | 1:59.91 |                  |
| 29   | 2       | 2    | Bradlee Ashby        | Nova Zelândia                 | 2:00.53 |                  |
| 30   | 2       | 4    | Sajan Prakash        | Índia                         | 2:00.57 |                  |
| 31   | 2       | 1    | Deividas Margevičius | Lituânia                      | 2:00.63 | Recorde nacional |
| 32   | 4       | 0    | Tomáš Havránek       | Chéquia                       | 2:01.50 |                  |
| 33   | 4       | 9    | Kim Moon-kee         | Coreia do Sul                 | 2:02.31 |                  |
| 34   | 2       | 8    | Ayman Kelzi          | Síria                         | 2:01.44 |                  |
| 35   | 2       | 7    | Chou Wei-liang       | Taipé Chinesa                 | 2:01.49 |                  |
| 36   | 2       | 5    | Michael Gunning      | Jamaica                       | 2:01.73 |                  |
| 37   | 2       | 3    | Luis Martínez        | Guatemala                     | 2:03.10 |                  |
| 38   | 2       | 6    | Lazaro Vergara       | Cuba                          | 2:03.19 |                  |
| 39   | 1       | 3    | Nguyễn Ngọc Huỳnh    | Vietname                      | 2:03.57 |                  |
| 40   | 1       | 4    | Rami Anis            | Atletas independentes da FINA | 2:06.02 |                  |
| 41   | 2       | 9    | Matthew Lowe         | Bahamas                       | 2:06.29 |                  |
| 42   | 1       | 6    | Mikhail Umnov        | Malta                         | 2:06.45 |                  |
| 43   | 2       | 0    | Jeerakit Soammanus   | Tailândia                     | 2:07.30 |                  |
| 44   | 1       | 5    | Duran Alfonso        | Honduras                      | 2:12.21 |                  |

### Semifinal
Esses foram os resultados das semifinais. Foram realizadas no dia 25 de julho com início às 19h04. 
Semifinal 1
| Pos. | Raia | Nadador          | Nacionalidade  | Tempo   | Notas |
| ---- | ---- | ---------------- | -------------- | ------- | ----- |
| 1    | 4    | Daiya Seto       | Japão          | 1:54.03 | Q     |
| 2    | 6    | Jack Conger      | Estados Unidos | 1:55.30 | Q     |
| 3    | 3    | Masato Sakai     | Japão          | 1:55.57 | Q     |
| 4    | 5    | Antani Ivanov    | Bulgária       | 1:55.58 | Q     |
| 5    | 2    | Jan Świtkowski   | Polónia        | 1:55.84 |       |
| 6    | 7    | Giacomo Carini   | Itália         | 1:56.59 |       |
| 7    | 8    | Leonardo de Deus | Brasil         | 1:56.85 |       |
| 8    | 1    | Jonathan Gómez   | Colômbia       | 1:57.60 |       |

Semifinal 2
| Pos. | Raia | Nadador         | Nacionalidade  | Tempo   | Notas |
| ---- | ---- | --------------- | -------------- | ------- | ----- |
| 1    | 4    | László Cseh     | Hungria        | 1:54.22 | Q     |
| 2    | 6    | Tamás Kenderesi | Hungria        | 1:54.98 | Q     |
| 3    | 3    | Chad le Clos    | África do Sul  | 1:55.09 | Q     |
| 4    | 5    | Viktor Bromer   | Dinamarca      | 1:55.39 | Q     |
| 5    | 7    | Pace Clark      | Estados Unidos | 1:55.82 |       |
| 6    | 2    | Daniil Pakhomov | Rússia         | 1:55.84 |       |
| 7    | 8    | Grant Irvine    | Austrália      | 1:56.33 |       |
| 8    | 1    | David Morgan    | Austrália      | 1:57.66 |       |

### Final
A final foi realizada em 26 de julho às 18h01. 
| Pos.              | Raia | Nadador         | Nacionalidade  | Tempo   | Notas |
| ----------------- | ---- | --------------- | -------------- | ------- | ----- |
| Medalha de ouro   | 6    | Chad le Clos    | África do Sul  | 1:53.33 |       |
| Medalha de prata  | 5    | László Cseh     | Hungria        | 1:53.72 |       |
| Medalha de bronze | 4    | Daiya Seto      | Japão          | 1:54.21 |       |
| 4                 | 3    | Tamás Kenderesi | Hungria        | 1:54.73 |       |
| 5                 | 2    | Jack Conger     | Estados Unidos | 1:54.88 |       |
| 6                 | 1    | Masato Sakai    | Japão          | 1:55.04 |       |
| 7                 | 7    | Viktor Bromer   | Dinamarca      | 1:55.30 |       |
| 8                 | 8    | Antani Ivanov   | Bulgária       | 1:55.98 |       |

Legenda
| Recorde mundial       | Recorde mundial (World record)               |                       | Recorde africano                      | Recorde africano (African) |                                           | Q | Classificado por posição (Qualified) |
| Recorde do campeonato | Recorde do campeonato (Championship record)  | Recorde da América    | Recorde da América (Americas)         | q                          | Classificado por melhor tempo (Qualified) |   |                                      |
| Melhor marca do ano   | Melhor marca do ano (World leading)          | Recorde asiático      | Recorde asiático (Asian)              | DNS                        | Não largou (Did not start)                |   |                                      |
| Recorde nacional      | Recorde nacional (National record)           | Recorde europeu       | Recorde europeu (European)            | DNF                        | Não terminou (Did not finish)             |   |                                      |
| Recorde pessoal       | Recorde pessoal do atleta (Personal best)    | Recorde da Oceania    | Recorde da Oceania (Oceania)          | DSQ / DQ                   | Desclassificado (Disqualified)            |   |                                      |
| Recorde da temporada  | Recorde da temporada do atleta (Season best) | Recorde sul-americano | Recorde sul-americano (South America) | NM                         | Sem marca (No mark)                       |   |                                      |